# Institut des sciences de l’information, de la communication et des arts
L'institut des sciences de l'information, de la communication et des arts (ISICA), est un établissement de l'Université de Lomé créé en 2004. Il est le seul institut public de formation professionnelle en journalisme au Togo. 

## Historique
Créé le 05 octobre 2004, l'institut des sciences de l'information, de la communication et des arts, est l'un des 15 établissements d'enseignement supérieure de l'université de Lomé,. 

### Admissibilité
L'admission à l'ISICA est conditionnée par la réussite au concours d'entrée ouvert aux titulaires du diplôme de Baccalauréat, séries A, C, D ou G avec une moyenne de 10/20 en français et en anglais.

## Enseignement
ISICA forme des professionnels en communication des organisations, en journalisme, en Publicité et arts graphiques. La formation dure trois ans et débouche sur une licence professionnelle dans le cursus choisi,.  
Le corps enseignant est composé d’universitaires, d'enseignants-chercheurs permanents, des enseignants d’autres établissements de l’Université de Lomé et des enseignants d'universités étrangères.  
En  2018 et 2019, à travers le projet PROFAMED, un projet de formation et d’appui au secteur de l’audiovisuel et des médias, l'institut forme et recycle de nombreux professionnels de la télévision et des radios nationales, de la Hautes Autorité de l’Audiovisuel et de la Communication et  des médias privés,,.